# Amtsgericht Ohlau
Das Amtsgericht Ohlau war ein preußisches Amtsgericht mit Sitz in Ohlau, Provinz Schlesien.

## Geschichte
In Ohlau bestand von 1949 bis 1879 das Kreisgericht Ohlau. Das königlich preußische Landgericht Ohlau wurde mit Wirkung zum 1. Oktober 1879 als eines von sechs Amtsgerichten im Bezirk des Landgerichtes Brieg im Bezirk des Oberlandesgerichtes Breslau gebildet. Der Sitz des Gerichtes war Ohlau. Sein Gerichtsbezirk umfasste den Kreis Ohlau außer den Teilen, die dem Amtsgericht Wansen zugeordnet waren. Am Gericht bestanden 1880 vier Richterstellen. Das Amtsgericht war damit ein großes Amtsgericht im Landgerichtsbezirk.
Im Jahre 1945 wurden der Amtsgerichtsbezirk unter polnische Verwaltung gestellt und die deutschen Einwohner vertrieben. Damit endete auch die Geschichte des Amtsgerichtes Ohlau. Heute besteht das Sąd Rejonowy w Oławie als Eingangsgericht.